# Chasmina vestae
Chasmina vestae är en fjärilsart som beskrevs av Achille Guenée 1852. Chasmina vestae ingår i släktet Chasmina och familjen nattflyn. Inga underarter finns listade i Catalogue of Life.